# Felix Neureuther
Felix Neureuther (Garmisch-Partenkirchen, 26. ožujka 1984.) umirovljeni je njemački alpski skijaš.
Sin je skijaša Christiana Neureuthera i skijašice Rosi Mittermaier. Nastupao je za njemačku skijašku reprezentaciju (DSV). U Svjetskom kupu je startao 2004. s 19 godina. Nastupa o je u tehničkim disciplinama, slalomu i veleslalomu.

## Rezultati
Neureuther je u svojoj karijeri, pobijedio 13 pura, prve pobjede ostvario je u: Kitzbühelu (2010.), Garmischu (2010.), Münchenu (2013.), Wengenu (2013.) i Lenzerheidu (2013.). Kao član njemačke skijaške reprezentacije, Felix Neureuther je sudjelovao na svjetskim prvenstavima, gdje je osvojio zlato (2005.) i broncu (2013.) u timskom natjecanju te srebro (2013.) u slalomu te još dvije bronce u slalomu (2015. i 2017.) Sudjelovao je na dvjema Olimpijskim igrama gdje nije osvojio niti jednu medalju.

## Vanjske poveznice
- Statistika na stranicama Međunarodne skijaške federacije
- Osobna stranica (njem.)